# Championnat de Guadeloupe de football 2012-2013
Navigation
Saison précédente Saison suivante
La saison 2012-2013 du Championnat de Guadeloupe de football est la cinquante-neuvième édition de la première division en Guadeloupe, nommée Division d'Honneur. Les quatorze formations de l'élite sont réunies au sein d'une poule unique où elles s'affrontent deux fois au cours de la saison. Les trois derniers du classement sont relégués et remplacés par les trois meilleurs clubs de seconde division à l'issue de la saison.
C'est le Club Sportif Moulien qui remporte la compétition cette saison après avoir terminé en tête du classement final, avec sept points d’avance sur L'Étoile de Morne-à-l'Eau et dix sur l'un des promus de Promotion d'Honneur régionale, La Gauloise de Basse-Terre. Il s’agit du huitième titre de champion de Guadeloupe de l'histoire du club, qui réussit même le doublé en remportant la Coupe de Guadeloupe, en s'impoosant en finale face à la formation de Solidarité Port-Louis.

## Qualifications continentales
Le champion de Guadeloupe se qualifie pour la phase de poules de la CFU Club Championship 2014. C'est la première fois depuis 1998 qu'un club guadeloupéen obtient le droit de participer à une compétition organisée par la CONCACAF.

## Les clubs participants
- Unité Sainte Rosienne
- Club Sportif Moulien
- Stade Lamentinois
- Jeunesse Sportive de Vieux-Habitants
- Club Amical Marquisat - Promu de Promotion d'Honneur régionale
- La Gauloise de Basse-Terre - Promu de Promotion d'Honneur régionale
- Evolucas Petit-Bourg
- Phare du Canal
- Juventus Sainte-Anne
- L'Étoile de Morne-à-l'Eau
- AJSS Les Saintes
- Siroco Les Abymes
- AS Le Gosier
- US Baie-Mahault - Promu de Promotion d'Honneur régionale

## Compétition
Le barème de points servant à établir le classement se décompose ainsi :
- Victoire : 4 points
- Match nul : 2 points
- Défaite : 1 point

### Classement
| Rang | Équipe                               | Pts | J  | G  | N  | P  | Bp | Bc | Diff |
| ---- | ------------------------------------ | --- | -- | -- | -- | -- | -- | -- | ---- |
| 1    | Club Sportif MoulienC                | 81  | 26 | 16 | 7  | 3  | 42 | 14 | +28  |
| 2    | L'Étoile de Morne-à-l'Eau -1         | 74  | 26 | 15 | 4  | 7  | 35 | 22 | +13  |
| 3    | La Gauloise de Basse-TerreP          | 71  | 26 | 12 | 9  | 5  | 40 | 29 | +11  |
| 4    | Unité Sainte Rosienne                | 70  | 26 | 12 | 8  | 6  | 41 | 30 | +11  |
| 5    | US Baie-MahaultP                     | 69  | 26 | 12 | 7  | 7  | 30 | 24 | +6   |
| 6    | Jeunesse Sportive de Vieux-Habitants | 62  | 26 | 9  | 9  | 8  | 32 | 24 | +8   |
| 7    | AS Le Gosier                         | 61  | 26 | 9  | 8  | 9  | 22 | 24 | -2   |
| 8    | Siroco Les Abymes -2                 | 59  | 26 | 9  | 8  | 9  | 29 | 25 | +4   |
| 9    | Juventus Sainte-Anne                 | 59  | 26 | 8  | 9  | 9  | 22 | 21 | +1   |
| 10   | AJSS Les SaintesT                    | 57  | 26 | 7  | 10 | 9  | 34 | 36 | -2   |
| 11   | Club Amical MarquisatP               | 54  | 26 | 8  | 4  | 14 | 30 | 43 | -13  |
| 12   | Stade Lamentinois -1                 | 51  | 26 | 7  | 5  | 14 | 23 | 42 | -19  |
| 13   | Evolucas Petit-Bourg                 | 47  | 26 | 5  | 6  | 15 | 28 | 42 | -14  |
| 14   | Phare du Canal                       | 40  | 26 | 2  | 8  | 16 | 15 | 47 | -32  |

|  | Champion de Guadeloupe 2013                                                                            |
|  | Qualification pour la CFU Club Championship 2014                                                       |
|  | Relégation en deuxième division                                                                        |
|  | T : Tenant du titre C : Vainqueur de la Coupe de Guadeloupe P : Promu de Promotion d'Honneur régionale |

- Le champion de Guadeloupe, le Club Sportif Moulien, renonce à participer à la CFU Club Championship 2014, tout comme ses suivants au classement, L'Étoile de Morne-à-l'Eau et La Gauloise de Basse-Terre. C'est donc finalement le 4e de Division d'Honneur, l'Unité Sainte Rosienne qui représente la Guadeloupe la saison prochaine.

## Bilan de la saison
| Championnat de Guadeloupe de football 2012-2013 |                                 |
| Champion                                        | Club Sportif Moulien (8e titre) |
| Coupes et trophées                              |                                 |
| Vainqueur de la Coupe de Guadeloupe 2012-2013   | Club Sportif Moulien            |
| Qualifications continentales                    |                                 |
| CFU Club Championship 2014                      | Unité Sainte Rosienne           |
| Promotions et relégations                       |                                 |
| Promus en Division d'Honneur                    | CS Capesterrien                 |
| Promus en Division d'Honneur                    | Racing Club de Basse-Terre      |
| Promus en Division d'Honneur                    | Red Star Pointe-à-Pitre         |
| Relégués en Promotion d'Honneur régionale       | Stade Lamentinois               |
| Relégués en Promotion d'Honneur régionale       | Evolucas Petit-Bourg            |
| Relégués en Promotion d'Honneur régionale       | Phare du Canal                  |